# Lautajärvi (sjö i Lappland)
Lautajärvi är en sjö i Finland. Den ligger i kommunen Kemijärvi i landskapet Lappland, i den norra delen av landet, 700 km norr om huvudstaden Helsingfors. Lautajärvi ligger 179,7 meter över havet. Den är 14,5 meter djup. Arean är 1,86 kvadratkilometer och strandlinjen är 12,72 kilometer lång. Sjön  ingår i Kemi älvs huvudavrinningsområde.   
I övrigt finns följande i Lautajärvi:
- Palosaari (en ö)

I övrigt finns följande vid Lautajärvi:
- Palojärvi (en sjö)